# Gouts
Gouts – miejscowość i gmina we Francji, w regionie Nowa Akwitania, w departamencie Landy.
Według danych na rok 1990 gminę zamieszkiwało 211 osób, a gęstość zaludnienia wynosiła 19 osób/km² (wśród 2290 gmin Akwitanii Gouts plasuje się na 966. miejscu pod względem liczby ludności, natomiast pod względem powierzchni na miejscu 992.).